# Epipedocera leucaspis
Epipedocera leucaspis är en skalbaggsart som beskrevs av Francis Polkinghorne Pascoe 1886. Epipedocera leucaspis ingår i släktet Epipedocera och familjen långhorningar. Inga underarter finns listade i Catalogue of Life.